# Olea europaea
Olea europaea, llamado comúnmente olivo y olivera, así como también oliva y aceituno, es un árbol pequeño perennifolio que puede alcanzar hasta 15 m de altura, con tronco grueso de aspecto retorcido. Su corteza es de color gris o plateado y tiene hojas opuestas, lanceoladas. Las flores son hermafroditas, en panículas axilares multifloras, con corola blanca. El fruto, la aceituna u oliva, es una drupa de 1 a 3,5 cm de largo. Su periodo de floración sucede entre mayo y julio en el hemisferio norte, y entre noviembre y enero en el hemisferio sur, mientras que su periodo de fructificación ocurre entre septiembre y diciembre en el hemisferio norte, y entre marzo y junio en el hemisferio sur. De este fruto se obtiene un aceite muy apreciado en gastronomía, el aceite de oliva.
El acebuche (Olea oleaster, olivo silvestre, también considerado como Olea europaea var. sylvestris) es un olivo silvestre que se diferencia en que tiene un porte arbustivo, hojas de forma oval, es de menor tamaño y da un fruto bastante más pequeño. 

## Etimología
La palabra "olivo" procede del latín olīvum que designa el mismo árbol. A su vez término latino es un préstamo del griego ἔλαι(F)ον, tomado de un dialecto que conservaba la wau  en el momento del préstamo. En griego la forma neutra ἔλαι(F)ον designaba el producto de la oliva (el aceite), mientras que el masculino ἔλαι(F)ος designa el árbol salvaje (acebuche, lat. "oleaster") y la forma femenina ἔλαι(F)α designa tanto el árbol como el fruto. El término está testimoniado ya en micénico (e-ra-wo) y chipriota y al parecer se trata de un préstamo de una lengua mediterránea que también ha sido tomado por otras lenguas indoeuropeas como el armenio. La mayoría de las lenguas europeas usa formas para designar el árbol, el fruto y su producto que proceden del latín olīvum. En español y portugués el fruto y su producto principal (aceite, aceituna) se designan con un préstamo del árabe az-záyt.
"Acebuche" procede del hispanoárabe az-zabbúǧ, término que puede tener origen bereber o proceder del persa a través del árabe oriental.

## Historia

### Cuenca mediterránea
La evidencia fósil indica que el olivo tuvo su origen hace 20 a 40 millones de años en el Oligoceno, en lo que ahora corresponde a Italia y la cuenca del Mediterráneo oriental. Hace 100 000 años, los humanos utilizaban las aceitunas en África, en la costa atlántica de Marruecos, para la gestión del combustible y muy probablemente para el consumo. Los acebuches silvestres estuvieron presentes y recolectados en el Mediterráneo oriental desde ~19,000 AP. El genoma de las aceitunas cultivadas refleja su origen a partir de poblaciones de acebuches en el Mediterráneo oriental. La planta del olivo se cultivó por primera vez hace unos 7000 años en las regiones mediterráneas.
El olivo comestible parece haber coexistido con los humanos durante unos 5000 a 6000 años, remontándose a la temprana Edad del Bronce (3150 a 1200 a. C.). Su origen se remonta al Levante basado en tablillas escritas, huesos de aceituna y fragmentos de madera encontrados en tumbas antiguas. Ya en el año 3000 a. C., las aceitunas se cultivaban comercialmente en Creta; pueden haber sido la fuente de la riqueza de la civilización minoica.
Se desconoce la ascendencia del olivo cultivado. Se ha encontrado polen fósil olea en Macedonia y otros lugares alrededor del Mediterráneo, lo que indica que este género es un elemento original de la flora mediterránea. Se encontraron hojas fosilizadas de olea en los paleosuelos de la isla volcánica griega de Santorini y datan de alrededor de 37.000 AP. Se encontraron huellas de larvas de mosca blanca Aleurobus olivinus en las hojas. El mismo insecto se encuentra habitualmente hoy en las hojas de olivo, lo que demuestra que las relaciones coevolutivas planta-animal no han cambiado desde entonces. Otras hojas encontradas en la misma isla se remontan a 60 000 AP, lo que las convierte en las aceitunas más antiguas conocidas del Mediterráneo.

### Fuera de la cuenca mediterránea

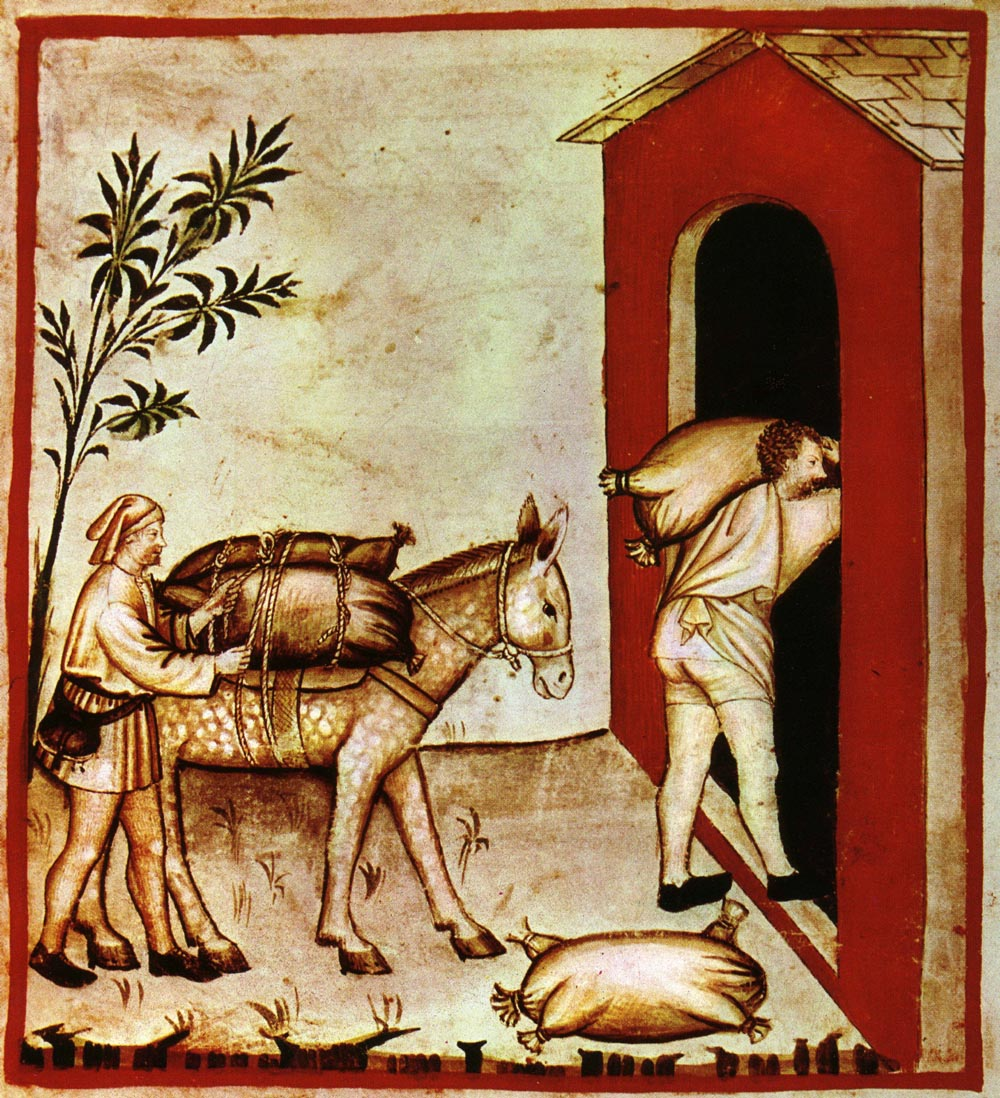
Almacenamiento de aceitunas en Dere Street; Tacuinum Sanitatis,.

Las aceitunas no son nativas de las Américas. Los colonos españoles trajeron el olivo al Nuevo Mundo, donde su cultivo prosperó en los actuales Perú, Chile y Argentina. Las primeras plántulas de España se introdujeron en Lima por Antonio de Rivera en 1560. El cultivo del olivo se extendió rápidamente a lo largo de los valles de la costa seca del Pacífico de América del Sur, donde el clima era similar al mediterráneo. Los misioneros españoles trajeron el árbol a California en el siglo XVIII. Se cultivó por primera vez en la Misión San Diego de Alcalá en 1769 o más tarde alrededor de 1795. Se iniciaron plantaciones en otras misiones, pero en 1838, se encontraron solo dos olivares en una inspección en California. El cultivo del olivo se convirtió gradualmente en una empresa comercial de gran éxito a partir de la década de 1860.
En Japón, la primera plantación exitosa de olivos data de 1908 en la isla Shodo, que se convirtió en la cuna del cultivo del olivo en Japón.
Se estima que había 865 millones de olivos en el mundo en 2005, y la gran mayoría de estos se encontraban en países mediterráneos, con áreas tradicionalmente marginales que representan no más del 25% de la superficie plantada de olivos y el 10% de la producción de aceite.

## Taxonomía
Olea europaea fue descrita por Carlos Linneo y publicada en Species Plantarum 1: 8, en 1753.

#### Etimología
Véase: Olea
europaea: epíteto latino geográfico que se refiere a su localización en Europa.

## Morfología y fisiología del olivo

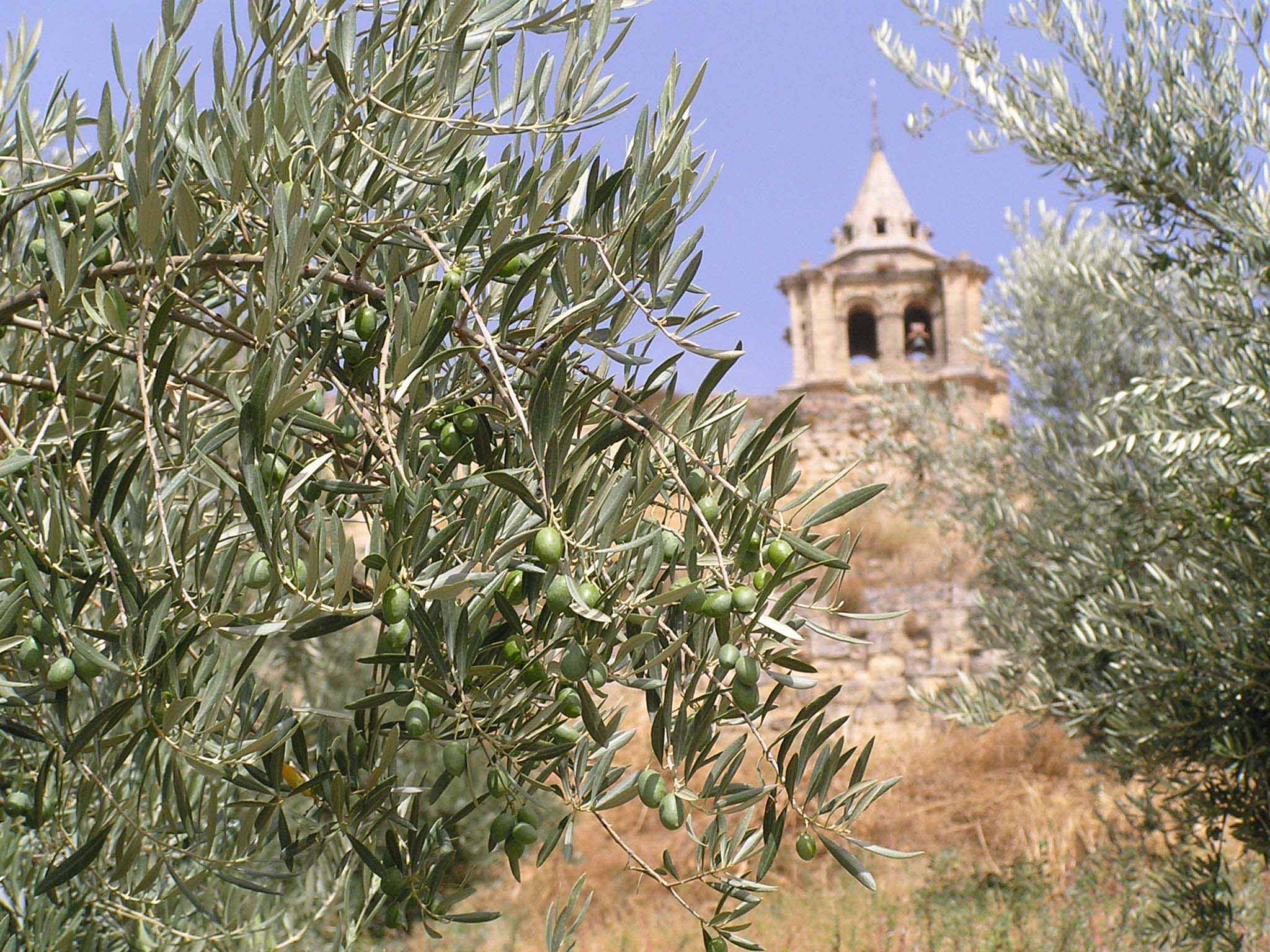
Olivo, con su fruto aún verde, en Jaén, España.

El olivo es una especie típicamente mediterránea adaptada al clima de la zona. Es una especie presente en los paisajes de la península ibérica como un elemento más de los ecosistemas mediterráneos y de la cultura. Aunque es una especie rústica presenta también una serie de requisitos que limitan su área de distribución preferentemente a zonas de clima mediterráneo. 
Aunque se cultiva en forma arbórea, en estado silvestre o natural tiende a crecer en forma arbustiva, con múltiples rebrotes desde la base, ramas retorcidas y un crecimiento más achaparrado. No desarrolla espontáneamente un único tronco erguido como lo hacen los árboles típicos, a menos que sea modificado. Cultivado, es típicamente un árbol pequeño perennifolio que puede alcanzar hasta 15 m de altura, con copa ancha y tronco grueso, de aspecto retorcido. Su corteza es finamente fisurada, de color gris o plateado. Tiene las hojas opuestas, de 2 a 8 cm de largo, lanceoladas con el ápice ligeramente puntiagudo, enteras, coriáceas, glabras y verdes grises oscuras por el haz, más pálidas y densamente escamosas por el envés, más o menos sésiles o con un peciolo muy corto. 
Es sensible a las heladas, si bien puede soportar temperaturas hasta -10 °C, aunque la resistencia al frío es una característica varietal. Las altas temperaturas son perjudiciales, sobre todo durante el periodo de floración. Aunque se encuentran olivos en muy variadas zonas, parece desarrollarse mejor en áreas con una pluviometría comprendida entre los 600-800 mm/año.
El acebuche es un olivo silvestre que se diferencia en que tiene un porte arbustivo, hojas de forma oval, es de menor tamaño y da un fruto bastante más pequeño. Aparece acompañando a las encinas, quejigos y alcornoques, o en los matorrales que resultan de su degradación, junto al lentisco, mirto, palmito y espino negro. Vive en todo tipo de suelos y aguanta muy bien el calor, pero es sensible al frío, especialmente a las heladas. Como las variedades de olivo son interfértiles con el acebuche, la resistencia a diversos problemas, como la sequía, la salinidad y el fuego, es probablemente la aportación de las poblaciones de acebuche a las de olivo. El acebuche es una especie de creciente interés en repoblaciones forestales, tanto por su rusticidad como por su mejor crecimiento frente a otras especies con las que comparte condiciones de establecimiento, aunque sus semillas presentan dificultad para germinar, lo que complica su cultivo en vivero.
La madera del acebuche es densa, resistente y flexible. Los pastores y campesinos tienen predilección por las varas de acebuche, pues como dice el proverbio: «Al acebuche no hay palo que le luche».

### Flores
Las flores del olivo se disponen en inflorescencias (racimos) compuestas de diez a cuarenta flores, según la variedad. Son flores blanco-verduscas inconspicuas, bracteadas y con cáliz en cúpula de cuatro dientecitos y corola de cuatro pétalos abiertos. Tienen dos estambres y un pistilo bilobado. La polinización consiste en la transferencia del polen contenido en las anteras de los estambres de una flor al estigma de la misma flor, o con más frecuencia en el olivo, al de otras flores.
El estrés hídrico (reducción del agua disponible) y el estrés nutritivo (reducción de los nutrientes), ocurridos unas seis semanas antes de la época de floración son causas que provocan la disminución del número de flores por inflorescencia e incrementan los abortos ováricos. La flor es también llamada rapa, trama o esquimo.

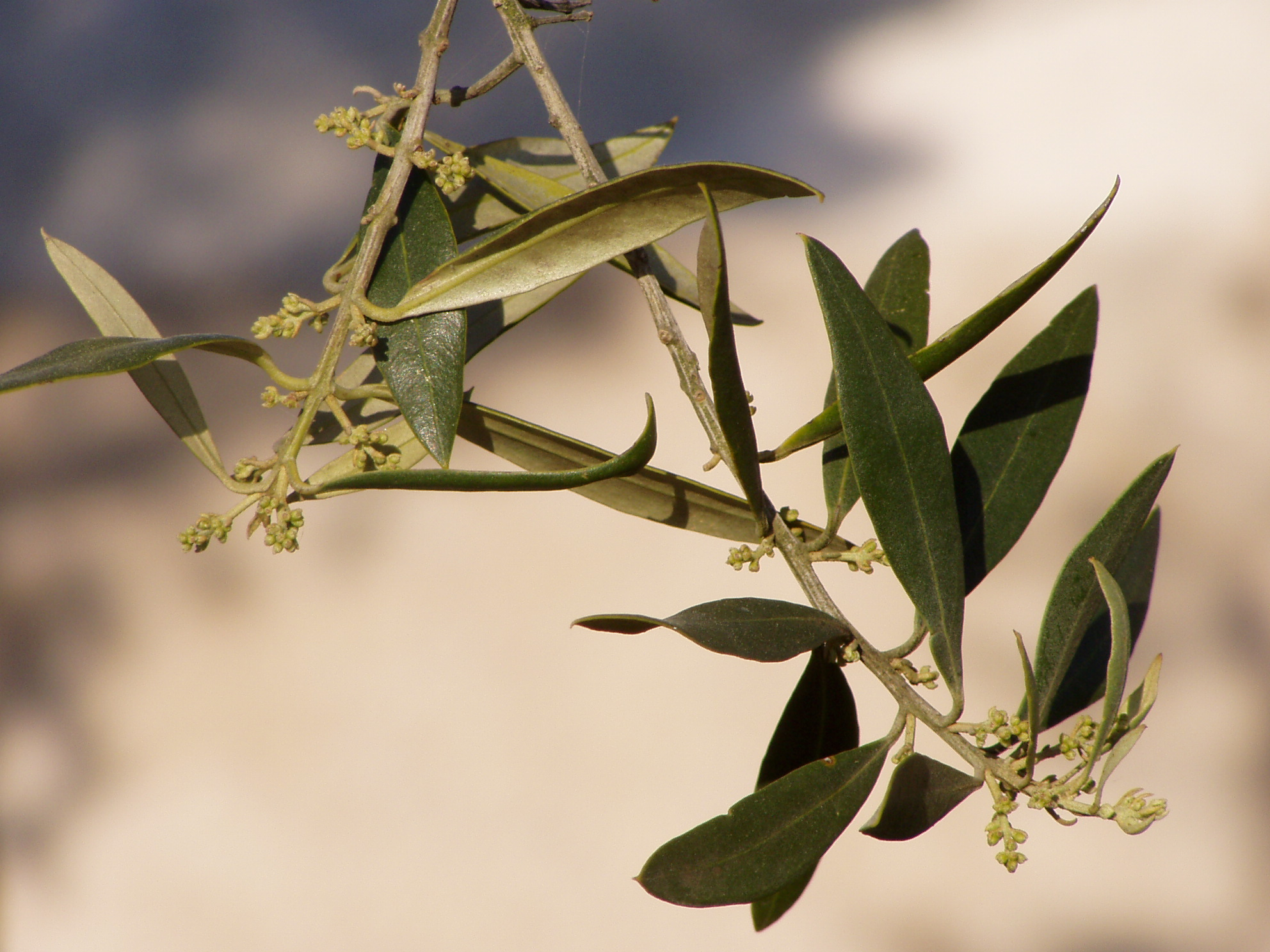
Prefloración.

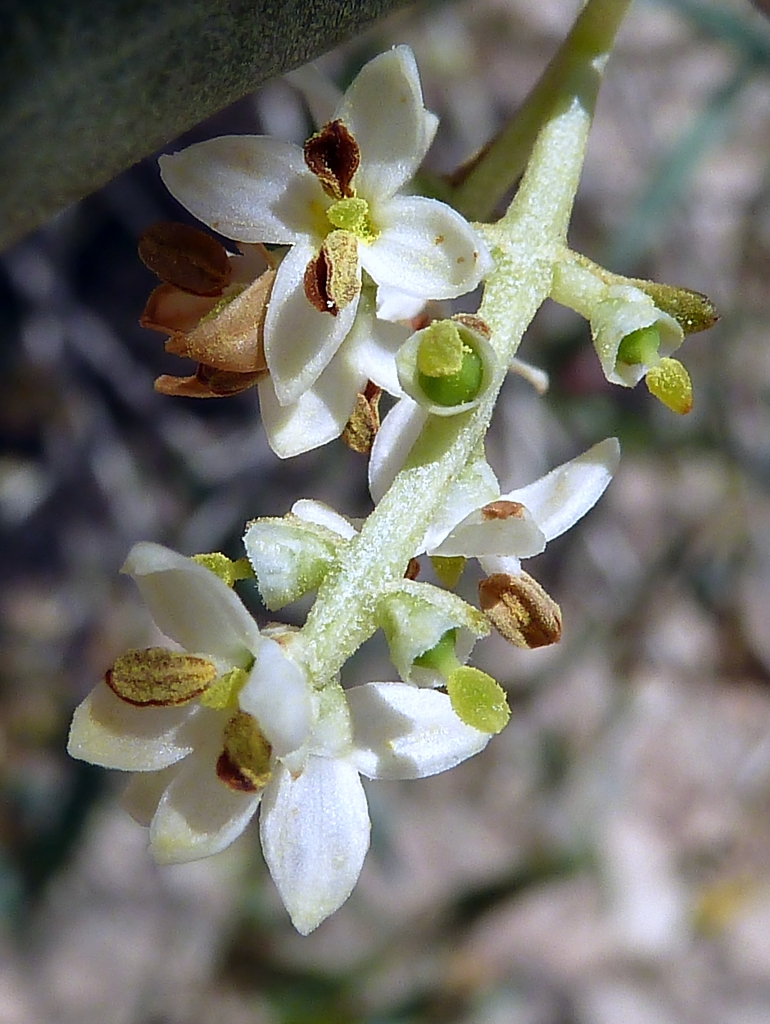
Flores, detalle.

### Subespecies
Hay seis subespecies naturales distribuidas por un área de distribución amplia:
- Olea europaea europaea (Cuenca del Mediterráneo)
  - Olea europaea var. silvestris
- Olea europaea cuspidata (desde Sudáfrica por todo el este de África, Arabia hasta el sudoeste de China)
- Olea europaea laperrinei (Argelia, Libia, Níger, Sudán)
- Olea europaea maroccana (Marruecos)

La subespecies maroccana es hexaploide.
Las formas silvestres de la aceituna a veces se tratan como la especie Olea oleaster.
Los árboles a los que se hace referencia como aceitunas "blanca" y "negra" en el sudeste asiático no son en realidad aceitunas, sino especies de Canarium.

### La vecería
En el olivar se produce el fenómeno denominado “vecería”, que consiste en que tras un año de abundante cosecha de aceituna se sucede otro en el que la cosecha es pequeña, sin que pueda pensarse que este fenómeno se producirá necesariamente de forma bienal. Al no conocerse bien las causas que lo producen, no se tiene una estrategia para controlarla. El crecimiento de los frutos en el olivo se desarrolla durante un periodo prolongado (aproximadamente 8 meses), y se sabe que los frutos en desarrollo a través de sus hormonas y las sustancias que intervienen en su crecimiento actúan como inhibidores de la diferenciación de las yemas que brotarán en la siguiente estación de crecimiento, por lo que muchas de ellas permanecen siendo yemas de madera, que darán origen a un brote vegetativo, en lugar de inducirse y diferenciarse a yemas florales; por lo tanto, disminuye la floración ese año.
Las actuaciones destinadas a fomentar mayores cosechas en los años que corresponde cargar, mediante el cuidado de la plantación, y el abandono de la misma en los años de descarga contribuye aún más a acentuar la vecería.
Algunas variedades de olivo son más veceras que otras, por lo que se puede adivinar un componente genético en este fenómeno. Por otro lado, existen técnicas de cultivo que disminuyen la vecería, tal como el riego o la recolección temprana de la aceituna.

### El fruto
El fruto del olivo se llama oliva en el levante español (Cataluña, Aragón, Comunidad Valenciana, Región de Murcia, provincia de Almería e Islas Baleares) y aceituna en el resto de España.[cita requerida] En Hispanoamérica se usan indistintamente ambos nombres, aun cuando para evitar cacofonías al aceite se le llama aceite de oliva, y las denominaciones de origen recogen “aceite de oliva” como término legal.
El fruto del olivo es una drupa suculenta y muy oleosa de 1 a 3,5 cm de largo, ovoide o algo globosa, verde al principio, que precisa de aproximadamente medio año, en variedades dedicadas a la producción de aceite, para adquirir un color negro-morado en su plena madurez. En este fruto se distinguen las siguientes partes: pedúnculo o rabillo, epicarpio o piel, mesocarpio o carne, endocarpio o hueso y embrión o semilla. La aceituna va experimentando cambios en su coloración al tiempo que engorda, desde un verde intenso al comienzo de su cuajado, a un verde amarillento según va desarrollándose; aparecen manchas púrpuras al iniciar el envero, sigue una tonalidad púrpura azulada, para terminar, cuando alcanza su madurez plena, en una tonalidad negro azulada.
La composición química media de una aceituna es la siguiente:
- agua 50 %,
- aceite 22 %,
- azúcares 19,1 %,
- celulosa 5,8 %,
- proteínas 1,6 %,
- cenizas 1,5 %.

## Simbolismo

Paloma de la paz representada con una rama de olivo.

Bandera de las Naciones Unidas.

El olivo es el símbolo ordinario de la paz. Estaba consagrado a Minerva, por cuya razón se la ve en muchos monumentos con un ramo de olivo en la mano de donde se le dio el nombre de Pacífera. El olivo, considerado como símbolo de la paz, lo era también de la victoria y de la castidad. Los nuevos esposos llevaban en Roma guirnaldas o coronas de olivo y coronaban igualmente con él los muertos que conducían a la pira. Era asimismo el atributo de los guerreros triunfadores y el premio de los vencedores en los Juegos Olímpicos. Un olivo herido por el rayo era un presagio cierto según la opinión de los augures del rompimiento de la paz.
Virgilio, para dar a conocer que el reinado de Numa Pompilio, segundo rey de Roma, fue pacífico, lo representa con un ramo de olivo en la mano. Este mismo en las medallas de los emperadores indica la paz dada o conservada a sus Estados. El ramo de olivo que se da en España y se ve en muchas de sus medallas y otros monumentos indica que esta región producía y era abundante en aceite. Se ve representada la paz sobre algunas piedras sepulcrales de los primeros cristianos con una paloma que tiene en el pico un ramo de olivo aludiendo a la que soltó Noé desde el arca y volvió con el ramo de olivo anunciándole la desaparición de las aguas.
El olivo silvestre estaba particularmente consagrado a Apolo. Solía plantarse delante de los templos y en sus ramas se colgaban las ofrendas y las armas antiguas. La maza de Hércules era de esta madera y de la misma se hacían los cetros de los reyes. También se cree que el caudillo moro Abén Humeya fue proclamado "rey de los moriscos", bajo un olivo en Narila, La Alpujarra.
En el pabellón de la ONU, la corona de ramas de olivo en todo el mundo simboliza la paz universal.

## Propagación del olivo

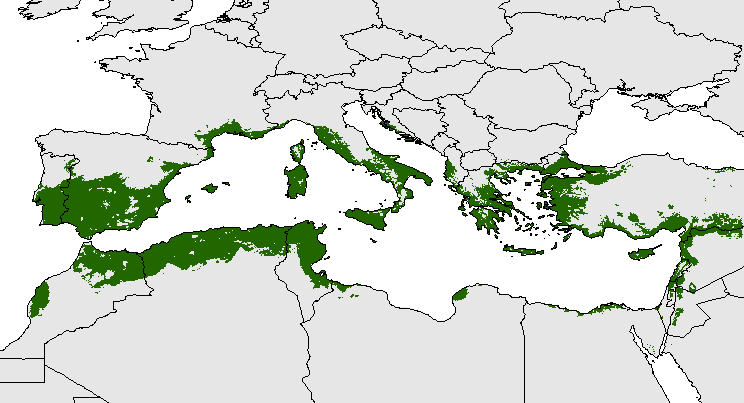
Distribución potencial del olivo en la Cuenca del Mediterráneo (Oteros, 2014).

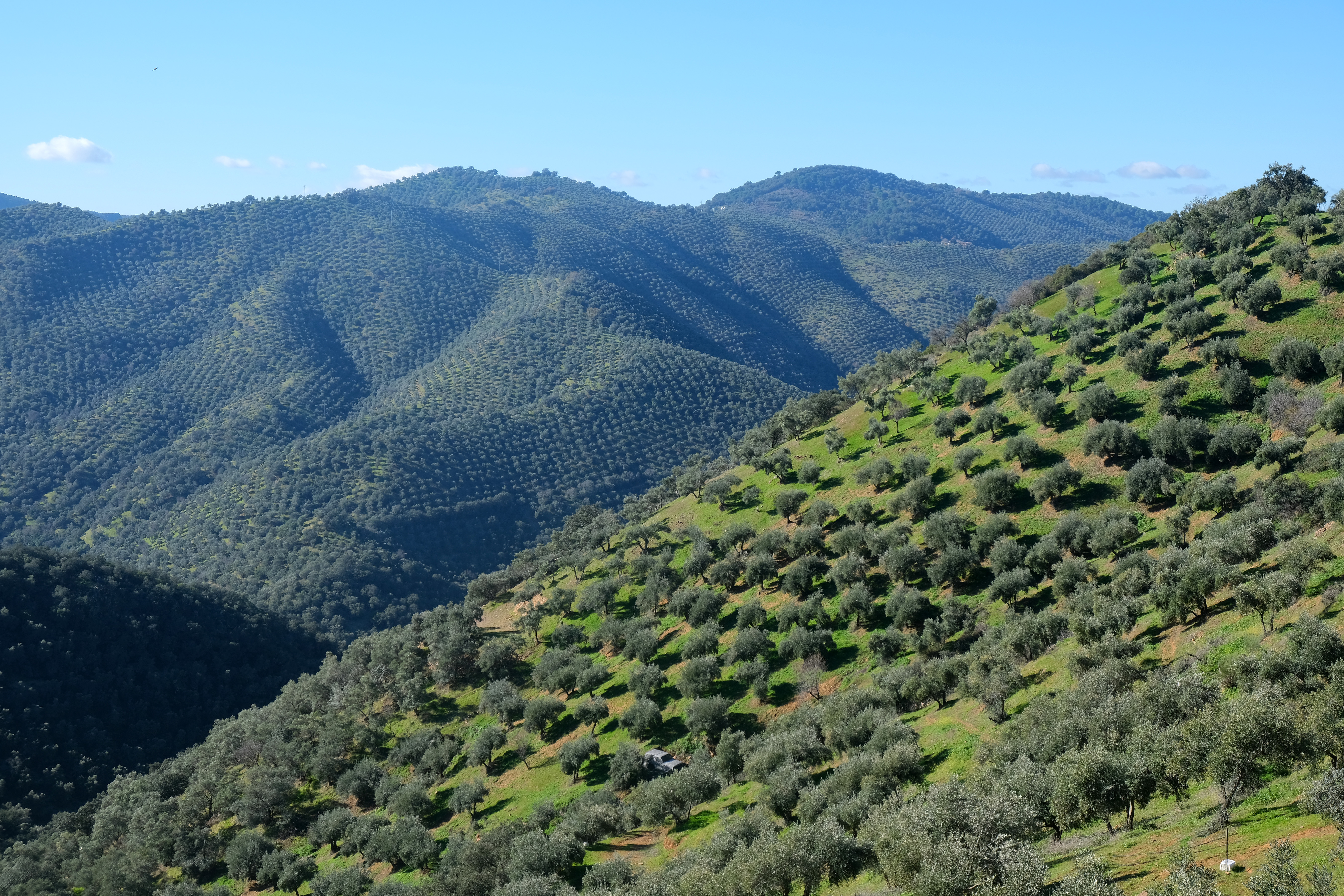
Olivares de la campiña Villaharta.

La propagación del olivo puede ser: sexual o por semilla (reproducción), y asexual, vegetativa o agámica (multiplicación) a partir de porciones o fragmentos vegetativos de la planta madre. La multiplicación o propagación vegetativa es utilizada en casi todos los casos, ya que permite el mantenimiento de los clones, es decir, la obtención de material genéticamente uniforme.
En la propagación vegetativa se utiliza un trozo de planta, a la que se denomina planta madre. De ella se obtienen una o varias plantas genéticamente iguales a la planta de la que proceden.
El olivo es un árbol que posee una gran capacidad de regeneración a partir de las yemas latentes que posee. También produce con mucha facilidad raíces adventicias, por lo que su multiplicación es fácil.

### Propagación vegetativa por “estaca o garrote”
Es el sistema tradicional de propagación en el olivar, consiste en enterrar una estaca de al menos cuatro o cinco años de edad, que transcurrido un tiempo de permanecer enterrada, emitirá raíces y tallos que darán como resultado una nueva planta de olivo completa.
En tiempos pasados, las estacas necesarias para la multiplicación provenían de los restos de poda, siendo aprovechados para nuevas plantaciones de la misma variedad. Actualmente es más frecuente que, previamente a su plantación, las estacas preparadas al efecto, se enraícen en viveros, en los que permanecen de uno a dos años, y llegan al terreno de asiento ya enraizadas, lo que adelanta la entrada en producción. Al utilizar estacas enraizadas también se soluciona el problema de marras o fallos.

### Propagación vegetativa por “estaca o estacón”
Con este nombre se designa la propagación vegetativa del olivo que utiliza estacas de una dimensión comprendida entre 1,5 a 2 m que provienen del aclareo de troncos o pies de otros olivos, por lo que se aprovecha que tienen algunas raíces.

### Propagación vegetativa por “óvolos”
En el lugar donde las raíces se unen con el tronco del olivo se forman unas protuberancias que se utilizan para la propagación vegetativa del olivo. Es necesario para ello fragmentarlas en trozos de unos 15 o 20 cm.

### Propagación vegetativa por “acodos”
Este método de propagación vegetativa del olivo consiste en curvar ramas del árbol madre hasta que toquen el suelo, dejando la punta al aire, y una vez cubiertas de tierra, esperar que emitan raíces por la parte enterrada, tras lo cual se cortan, llevando la parte aérea y sus correspondientes raíces para con ellas obtener un nuevo árbol.

### Propagación vegetativa por “esquejes o estaquillas semileñosas”

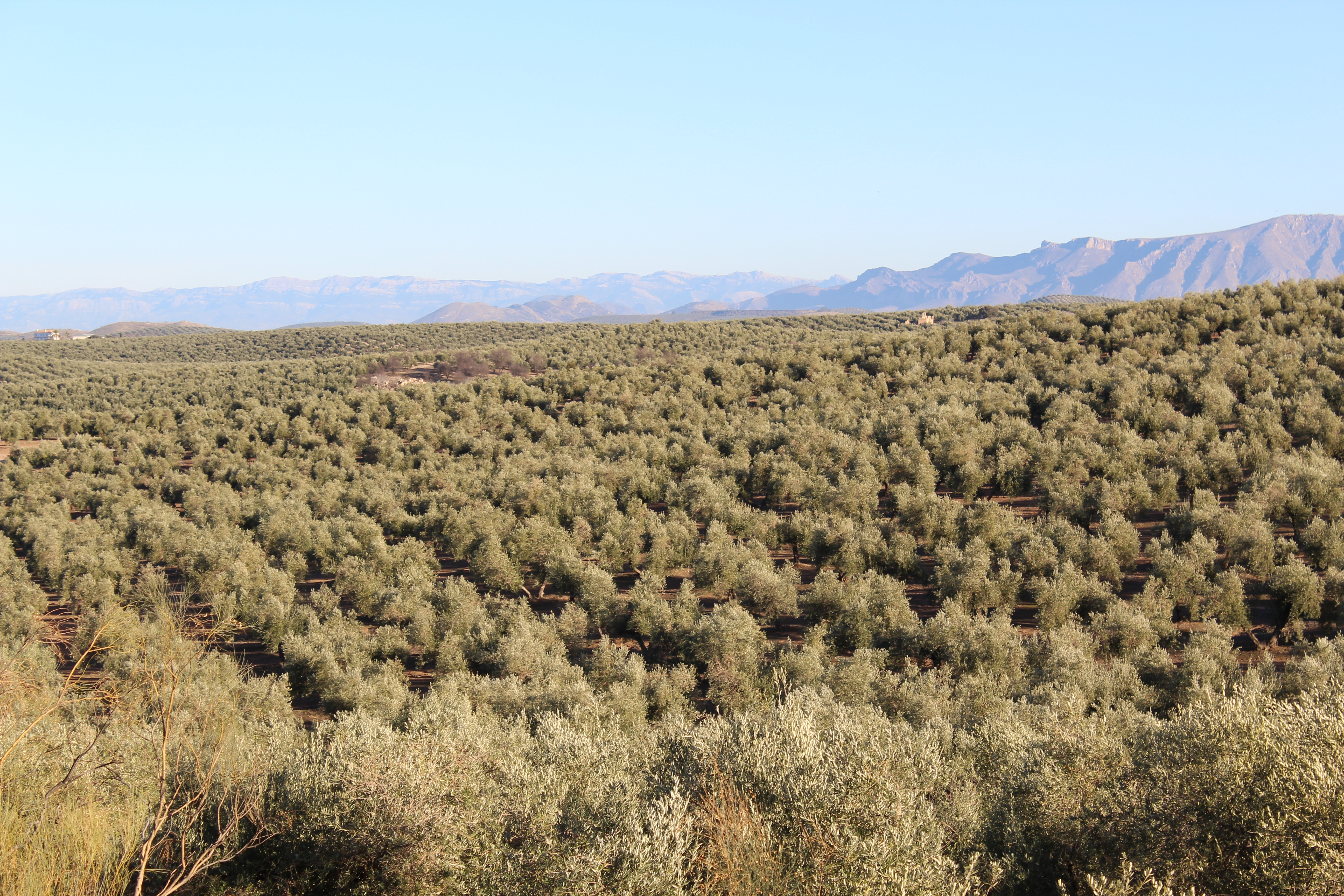
Extensiones de olivar junto a Sierra Mágina y Cazorla, provincia de Jaén.

Este sistema utiliza estaquillas o ramillas que han crecido en el mismo año o en el año anterior, que una vez puestas en el medio de cultivo adecuado, emitirán raíces y brotes que generarán la planta completa. El éxito de esta operación de multiplicación depende de la variedad a enraizar y de la calidad del material vegetal que utilicemos. El número de estaquillas que enraízan es mayor si se toman de árboles con buena actividad vegetativa, y se disminuye mucho esta capacidad de enraizar, si las estaquillas poseen flores o frutos.
La operación de enraizamiento de estaquillas puede hacerse en cualquier época del año, pero en otoño y primavera se obtienen mejores resultados.
La preparación de este material se ha de hacer en un ambiente húmedo y fresco para evitar su desecación.
Para que se produzca el enraizamiento, es necesario que la base del medio donde estén situadas alcance una temperatura continua comprendida entre 20 y 25 °C, y la parte aérea se encuentre en un ambiente muy húmedo. Es normal conseguir el enraizamiento al cabo de unos dos meses desde su preparación inicial.
Las ventajas de este sistema de propagación son superiores al resto de los especificados porque se logra obtener una gran cantidad de plantas de una sola planta madre, también nos permite propagar las buenas características individuales, identificar la variedad y mantener la calidad sanitaria. Conseguiremos adelantar la entrada en producción y la sanidad futura de la plantación.

### Plantación del olivar

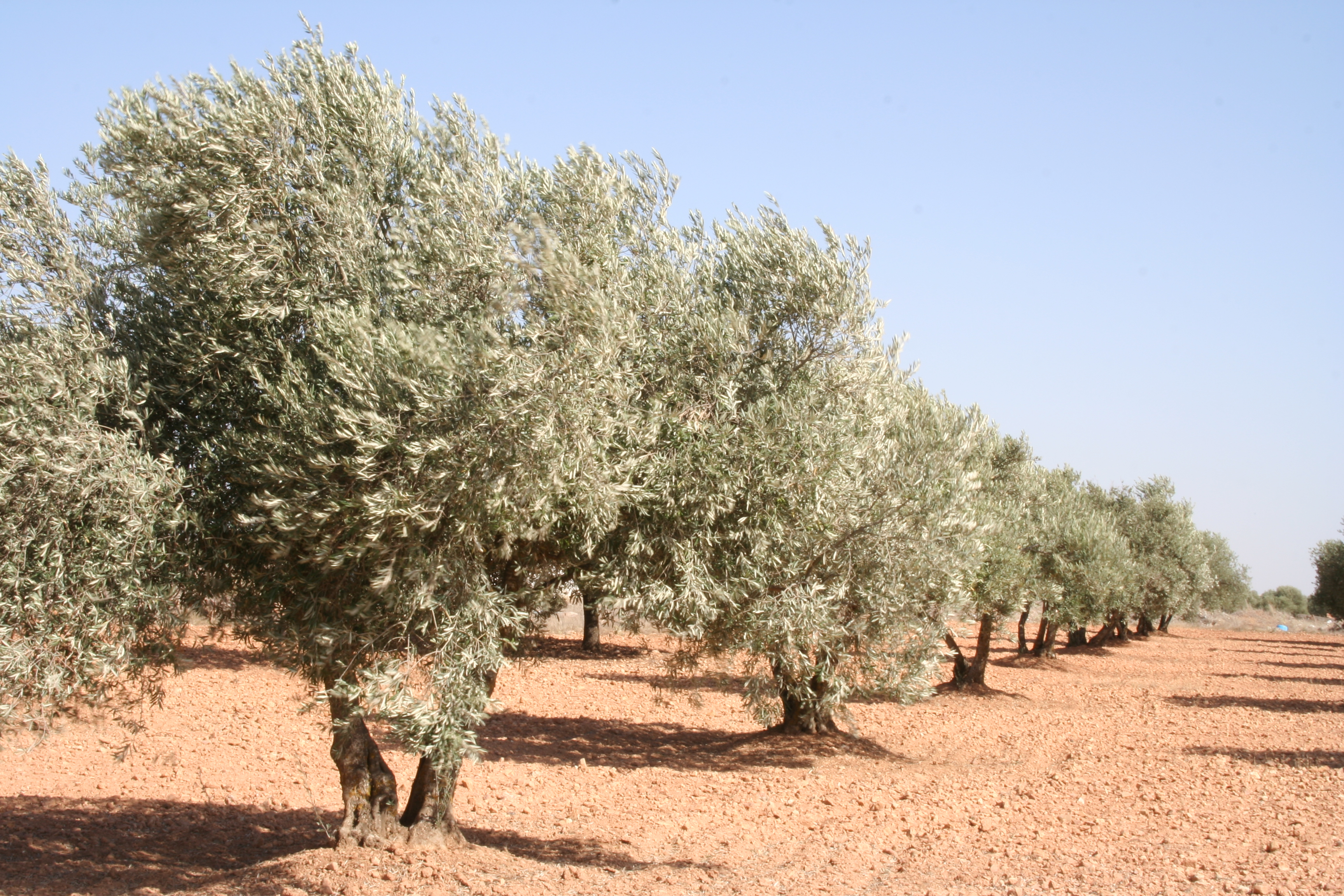
Campo de olivos.

Como el objetivo de todo agricultor es obtener la máxima producción, será necesario emplear los criterios convenientes, reduciendo los costes de producción, facilitando las labores agrícolas y prestando especial atención a las faenas de recolección del fruto.
El olivo se cultiva ahora en muchas regiones del mundo con clima mediterráneo, tales como Sudáfrica, Perú, Chile, Australia, la Cuenca Mediterránea, Israel, los Territorios Palestinos y California, Baja California y en áreas con otros climas templados como Nueva Zelanda, bajo riego en la región del Cuyo en Argentina, donde el clima es desértico. También se cultiva en la provincia de Córdoba, Argentina, caracterizada por un clima templado con veranos lluviosos e inviernos secos (Cwa). La identificación de algunas plantas a través de caracteres morfológicos del árbol, hoja, inflorescencia, etc., ha sido difícil debido a que esos parámetros están fuertemente influenciados por el ambiente, aunque hay caracteres como el endocarpio que son poco influidos por el ambiente; en cualquier caso, es posible la identificación de los cultivares independientemente del clima en que viven los ejemplares mediante el uso de marcadores moleculares.

### Elección de la variedad
Son las características genéticas de cada variedad las que condicionan su afinidad al suelo y al clima, a las plagas y enfermedades, a la fecha de la entrada en producción y maduración del fruto, así como su aptitud para la recogida mecánica. Deberemos escoger la variedad que mejor se adapte a las condiciones del suelo y clima del lugar destinado.
Si la superficie para la nueva plantación de olivar es grande, se recomienda utilizar para ello más de una variedad, con el objetivo de obtener una maduración escalonada de las aceitunas, que facilite su recolección.

### Densidad y marco de plantación
Si la disponibilidad de agua y nutrientes son suficientes, entonces es la luz el factor a tener en cuenta para que la plantación del olivar sea correcta. Es importante que las hojas del árbol estén correctamente iluminadas, lo que se consigue con una adecuada densidad de árboles por unidad de superficie y su correcta disposición según la orientación. La densidad deberá estar comprendida entre 200 y 300 árboles por hectárea, para prevenir una rápida entrada en producción y un buen mantenimiento de la productividad después en su edad adulta. Cuando el número de olivos plantados es superior a 300 por hectárea, deberemos emplear marcos rectangulares en la posición, para evitar que unos árboles den sombra a sus inmediatos, o sea, que hemos de disponer los árboles de forma que su sombra se proyecte sobre las calles, y no sobre los cercanos, operación que se consigue orientando la calle ancha en dirección norte-sur.
Hay que tener también en cuenta que la anchura de las calles entre árboles permita bien el paso de la maquinaria para la realización de las labores. Una anchura de calle comprendida entre 7 y 8 m, y una separación entre plantas de 5 a 7 m, nos dará buen resultado.
A principios de los años 1990 del pasado siglo se comenzaron a plantar en España parcelas con densidades de hasta 2000 olivos por hectárea, es lo que se vino a llamar olivar superintensivo o en seto (el marco de plantación más habitual es el de 3,75 m x 1,35 m). Con estas altas densidades se consiguió aumentar la producción por hectárea, adelantar la entrada en cosecha (a partir del tercer año) y mecanizar integralmente la recolección del fruto mediante cosechadoras similares a las usadas en vid. Esta “revolución” presenta también una cierta desventaja tal como un alto coste de implantación (sobre 9000 euros por hectárea) o la cantidad de agua necesaria para el riego. Existen variedades de olivos especialmente adaptadas al cultivar en seto, entre las más utilizadas están la Arbequina, la Koroneiki o la Arbosana. Actualmente el olivar superintensivo está demostrando ser la forma de cultivo del olivo más rentable. Aunque los términos de olivar superintensivo y olivar en seto se utilizan indistintamente en el campo, lo más adecuado sería diferenciar entre olivar superintensivo (1200 a 2000 árboles por hectárea) y olivar en seto, donde se reduce el número de árboles por hectárea ( no más de 1200 árboles por hectárea) y se consigue aumentar notablemente la producción por hectárea. Se podría decir que el olivar en seto es el olivar superintensivo 2.0
España cuenta con la mayor reserva de olivos de Europa.[cita requerida]
La precocidad o entrada en producción del olivar depende de la variedad, el medio edafoclimático y las prácticas culturales (densidad de plantación, riego, fertilización, poda, control de malezas, plagas y enfermedades). Normalmente, bajo condiciones idóneas de crecimiento, el olivar inicia su producción entre el tercer y quinto año desde la plantación, alcanzando la plena producción al octavo a décimo año. Es imprescindible practicar una buena poda de formación, de producción y de renovación, para mantener una alta producción de frutos después de los 25 a 30 años de vida del árbol, la cual se puede prolongar por más de cien años. La diferencia entre aceituna y oliva estriba fundamentalmente en que: mientras la primera es el nombre genérico con el que se designa el fruto del olivo como tal, la segunda responde únicamente a aquellas variedades destinadas a la producción de aceite o su consumo en mesa.

## Variedades

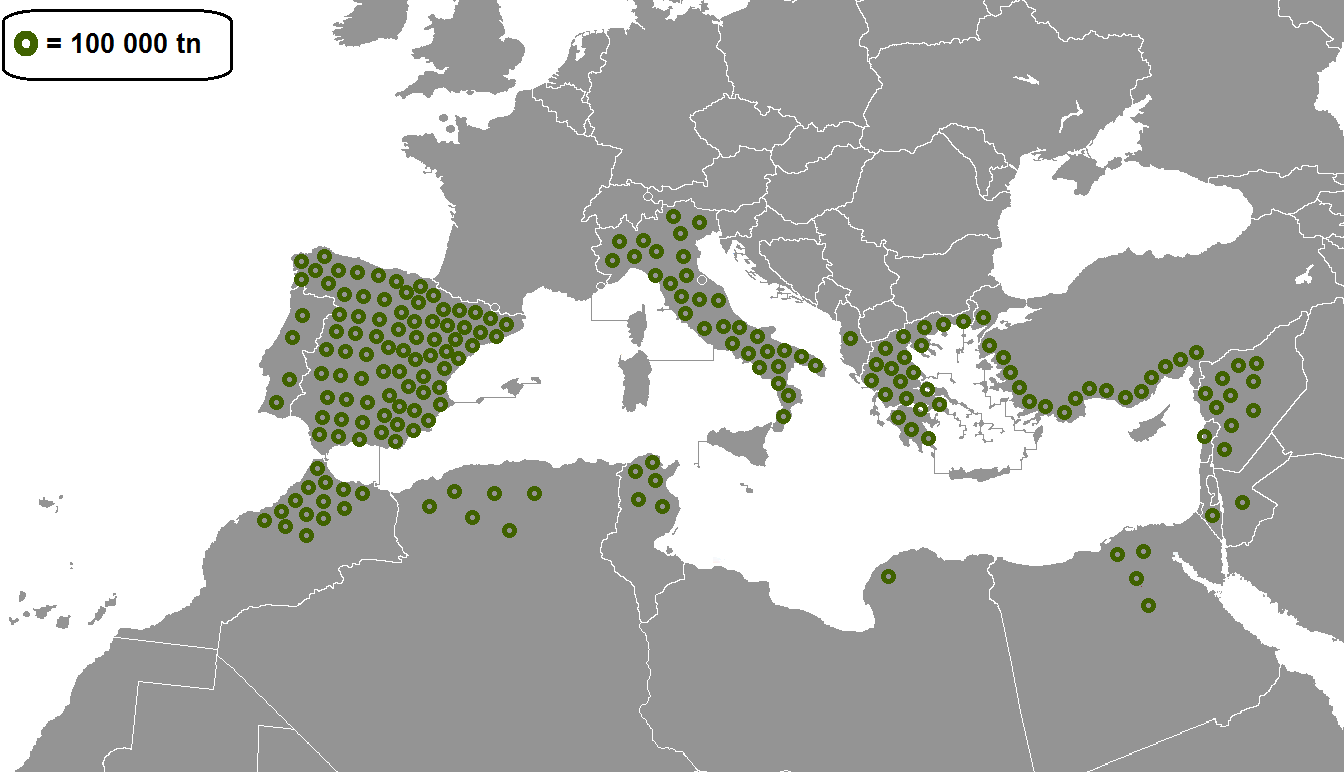
Producción total de olivas/aceitunas por país en la Cuenca del Mediterráneo. Cada círculo representa 100.000 toneladas.

En el mundo se conocen cerca de doscientas variedades de olivo. Se puede consultar en la página que la FAO ha dispuesto en Internet, portal científico, creado en 2007 por investigadores del cultivo del olivo en Europa, donde se encuentra información sobre germoplasma, cultivares y otros datos técnicos.
Aunque el cultivo del olivo tuvo su origen en Siria e Irán entre el 4.000 y el 3.000 a. C., este fue extendiéndose hacia Occidente por el Mediterráneo hasta la actualidad, donde esta región se ha convertido en la principal productora de oliva del mundo, copando el 95% del área mundial cultivada.
| Clasificación | País      | Producción (en toneladas) | Área cultivada (en hectáreas) | Rendimiento (kg/ha) |
| ------------- | --------- | ------------------------- | ----------------------------- | ------------------- |
| —             | Mundo     | 19.845.300                | 9.634.576                     | 2.042,8             |
| 01            | España    | 7.820.060                 | 2.330.400                     | 3.123,4             |
| 02            | Italia    | 3.182.204                 | 1.144.420                     | 2.780,6             |
| 03            | Grecia    | 2.000.000                 | 850.000                       | 2.352,9             |
| 04            | Turquía   | 1.750.000                 | 798.493                       | 2.225,6             |
| 05            | Marruecos | 1.415.902                 | 597.513                       | 1.571,9             |
| 06            | Siria     | 1.095.043                 | 684.490                       | 1.599,8             |
| 07            | Argelia   | 610.776                   | 295.000                       | 1.958,1             |
| 08            | Túnez     | 562.000                   | 1.779.950                     | 315,7               |
| 09            | Egipto    | 459.650                   | 52.668                        | 8.727,3             |
| 10            | Portugal  | 443.800                   | 343.200                       | 1.293,1             |

### Para producción de aceite de oliva

#### España

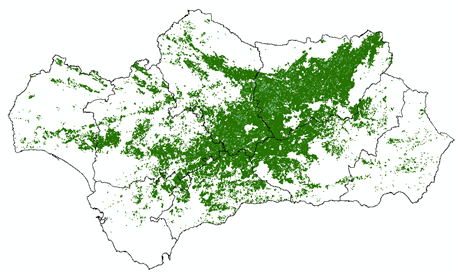
Distribución del olivar en Andalucía (principal productor de aceite de oliva a nivel mundial), (Oteros, 2014).

En España, la antigüedad de las variedades actuales se remonta al inicio de su cultivo. Existen referencias de que las variedades conocidas en la actualidad ya lo eran en el siglo XV, ello es debido a la falta de programas de mejora.
- Picual, Marteña, Lopereña o Nevadillo blanco: variedad más importante y extendida, ya que supone el 50 % de la producción en España, y en torno al 20 % de la producción mundial. Su producción está centrada en la provincia de Jaén, de la que es originaria, con casi el 91 % de su plantación, y en las provincias de Badajoz, Granada y Córdoba. Variedad de fácil propagación vegetativa por estaca. Elevada capacidad de brotación tras podas severas. Entrada en producción precoz y productividad elevada y constante. Época de floración media y se considera autofértil. Maduración precoz y baja resistencia al desprendimiento, lo que facilita la recolección mecanizada. Es tolerante al frío, a la salinidad y al exceso de humedad en el suelo. Es sensible a la sequía y a terrenos calizos. Su aceite es de gran calidad por sus cualidades químicas naturales. Es una de las variedades más estables y con mayor proporción de ácido oleico. Fuerte sabor afrutado, a aceituna. Su estabilidad lo hace muy resistente al enranciamiento. Es extraordinariamente rico en vitamina E y ácido oleico. Su sabor es más fuerte que los demás, que es lo que la distingue y diferencia del resto.

- Picudo: una de las principales variedades españolas, sin embargo, no llega a ser dominante en ninguna comarca. Su origen se encuentra en Córdoba, en especial en la localidad de Baena y su cultivo se extiende, además de en esta provincia, por Granada y Málaga. Tiene una elevada capacidad de enraizamiento. Su entrada en producción es precoz y la productividad es elevada y alterna. Su época de floración es media y su polen posee una elevada capacidad germinativa, por lo que se recomienda como polinizadora. También es apreciada como aceituna de mesa.

- Hojiblanca: su nombre hace referencia al color claro de sus hojas. Es la tercera variedad española en cuanto a superficie cultivada. Procede de Lucena (Córdoba). Se cultiva en las provincias de Córdoba, Málaga y en Estepa (Sevilla). La capacidad de multiplicación por enraizamiento es media. Su entrada en floración es media o tardía. La entrada en producción es media y su productividad media y alternante. La maduración es tardía y sus frutos presentan resistencia al desprendimiento por lo que la recolección mecanizada es dificultosa. La pulpa y el hueso presentan dificultades de separación. Su contenido en aceite es bajo y poco estable, pero se considera de alta calidad. Resistente a la sequía, la caliza y al frío. Se utiliza tanto para la extracción de su aceite como para su consumo como aceituna de mesa.

- Verdial: existen tres variedades que responden a este nombre:
  - Verdial de Huevar: se cultiva en las provincias de Sevilla y Huelva en España, también en la región del Alentejo en Portugal.
  - Verdial de Vélez-Málaga: se cultiva en la comarca de La Axarquía.
  - Verdial de Badajoz: se extiende esta variedad por la comunidad de Extremadura, provincias de Badajoz y Cáceres.

- Arbequina: toponímico de Arbeca, localidad de Lérida, donde se supone que se inició su cultivo. Es la variedad más importante de Cataluña, aunque también se encuentra en Aragón y Andalucía. Esta variedad posee una capacidad de enraizamiento elevada. Su vigor es reducido lo que la hace idónea para plantaciones intensivas. Es de precoz entrada en producción y productividad elevada y constante. La fuerza de retención del fruto maduro por el árbol es media, pero su pequeño calibre dificulta la recolección mecanizada.

- Empeltre, Impeltre, Mallorquina o Pagesa: la denominación de esta variedad se relaciona con la expresión aragonesa para injerto, y hace referencia al método más frecuente utilizado para su propagación. Se cultiva a lo largo de todo el valle del Ebro, desde La Rioja hasta Tarragona. Es la variedad dominante en las comunidades de Aragón y Baleares. Como la capacidad de enraizamiento de esta variedad es baja, se emplea el injerto para su propagación. Entrada en producción tardía. Su época de floración es temprana. Productividad constante y elevada. Época de maduración de los frutos temprana, presentando estos una baja resistencia al prendimiento, lo que facilita la recolección mecanizada. Es apreciada por su elevado contenido graso y excelente calidad del aceite, que es suave, de color amarillo claro, dulzón y aromático. También se utiliza como aceituna de mesa aderezada en negro. Es una variedad rústica, que se adapta bien a terrenos de mala calidad agronómica y se considera tolerante a la sequía.

- Cornicabra: procede de Mora (Toledo) y supone alrededor del 12 % de la producción total de aceite de España.

- Lechín: la carne de su aceituna da nombre a esta variedad que se encuentra en las provincias de Córdoba, Cádiz, Sevilla y Granada.
- Alfafarenca: es una variedad de olivo originaria de Alfafara, por lo que está extendida entre las provincias de Alicante y Valencia. El olivo es resistente al frío, pero sensible a la sequedad. La producción de aceituna es media, aunque se produce la contrañada. La extracción de aceite es difícil, pero de alta calidad.
- Arróniz, Royuela, Hembra o Vidrial: es una variedad de olivo originaria de la localidad de Arróniz en Navarra, por lo que es la variedad principal para la realización del aceite de la Denominación de Origen Protegida "Aceite de Navarra". No obstante está extendida por las comunidades limítrofes como Álava, La Rioja y Aragón. El olivo es muy resistente al frío y la sequedad, siendo característico por su hoja ancha y longitud media, producción precoz, elevada y constante. La aceituna es ovoidal pero sin "pezón".

Existen diferentes métodos de predicción de cosecha: i.e. medidas satelitales, estudio de series temporales, estimación visual o mediante el método aerobiológico

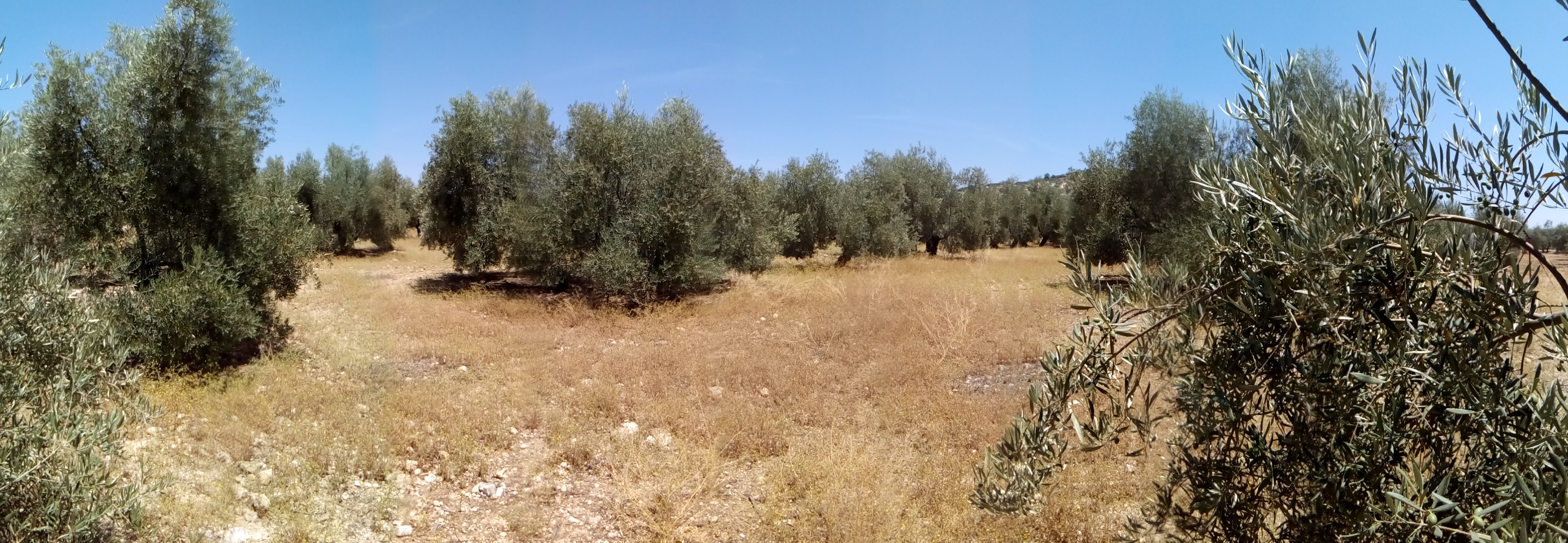
Panorámica de un olivar en la provincia de Córdoba, España

#### Francia
- Picholine: es la variedad de olivo más importante y extendida en Francia, procedente de la región de Gard, su cultivo se extiende por la Provenza y la Costa Azul. Es una variedad de vigor medio, tamaño medio, con una forma de crecimiento extensiva y una corona de forma abierta.
- Niza: variedad procedente de Niza, está más enfocada a la producción de aceituna de mesa pero también se usa para realizar aceite.
- Salonenque
- Lucques
- Aglandeau
- Verdale

#### Italia
- Frantoio
- Leccino
- Ascolana Tenera.
- Moraiolo
- Coratina
- Carolea

#### Grecia
- Koroneiki: es la variedad de olivo más importante y extendida, ya que supone el 60% de la producción en Grecia, procedente de la región de Peloponeso, su cultivo se extiende por la isla de Creta y otras zonas del país. También se ha extendido las últimas décadas del siglo XX por otros países del Mediterráneo. Es un olivo de vigor medio, y una corona de forma abierta. La aceituna es de forma oval y color morado. Entra en producción de forma precoz, siendo la productividad elevada y constante. El rendimiento en aceite es alto y el producto es muy apreciado. Presenta una baja resistencia al frío por lo que conviene su plantación en parcelas  con buena exposición solar.
- Valanolia.
- Conservolea.
- Amigdalota.

#### Portugal
- Galea.
- Verdial.
- Redondel.
- Carrasqueña.
- Negrinha.

#### Turquía[42]
En Turquía existen más de 100 variedades de olivo gracias a su histórica tradición de olivicultura, aunque existen unas 20 más extendidas, siendo el resto minoritarias o de carácter más local. Existe gran variedad de olivos tanto destinados a aceite de oliva, como aceituna de mesa.
- Ayvalik: es una variedad de olivo originaria de las región del Egeo. Es la segunda más cultivada en Turquía, con un 19% de la extensión. Su aceite es de color dorado y muy frutal. Es una variedad principalmente de uso oleico.
- Memecik: es una variedad de olivo más extendida en Turquía, ya que supone el 45% del total. Es originaria de las regiones del Egeo y del Mediterráneo. Produce un aceite de alta calidad, muy oscuro y afrutado.
- Erkence: es una variedad de olivo muy extendida en la región del Egeo. Produce un aceite dulce.
- Çakir: es una variedad de olivo muy extendida en la región del Egeo. Produce un aceite dulce.
- Edremit.

### Para la producción de aceituna de mesa

#### España
- Manzanillo: el fruto se emplea fundamentalmente para aceituna de mesa. Procede de Dos Hermanas (Sevilla) y se cultiva mayoritariamente en esta localidad y en otras localidades de la Campiña Sevillana, como Arahal y Paradas.

- Gordal: también es una de las aceitunas típicas de mesa. Procede y se cultiva en Sevilla, siendo las localidades de Arahal y Utrera de las principales productoras.

- Morona o Dulzal: similar a la gordal, procedente de la localidad de Morón de la Frontera.

- Budiega o Morcaleña: variedad para extraer aceite que a veces también se utiliza como aceituna de mesa. Se cultiva en la zona de la Campiña (Arahal y Paradas).

- Cornezuelo: muy apreciada en zonas del sur de España. Hueso muy puntiagudo. Se aliña de forma tradicional con agua, sal, tomillo, ajo, cáscara de naranja.

#### Francia
- Niza: variedad procedente de Niza, está más enfocada a la producción de aceituna de mesa pero también se usa para realizar aceite.

#### Grecia
- Kalamata: es una variedad de olivo originario de la ciudad de Kalamata, en la región del Peloponeso, aunque actualmente se cultiva en muchos lugares del mundo, incluso en Estados Unidos y Australia. El olivo se distingue por el gran tamaño de sus hojas y por sus aceitunas de color morado oscuro y forma ovalada. Los árboles son intolerantes al frío y susceptibles a la verticilosis pero son resistentes a Pseudomonas savastanoi y a la mosca del olivo.

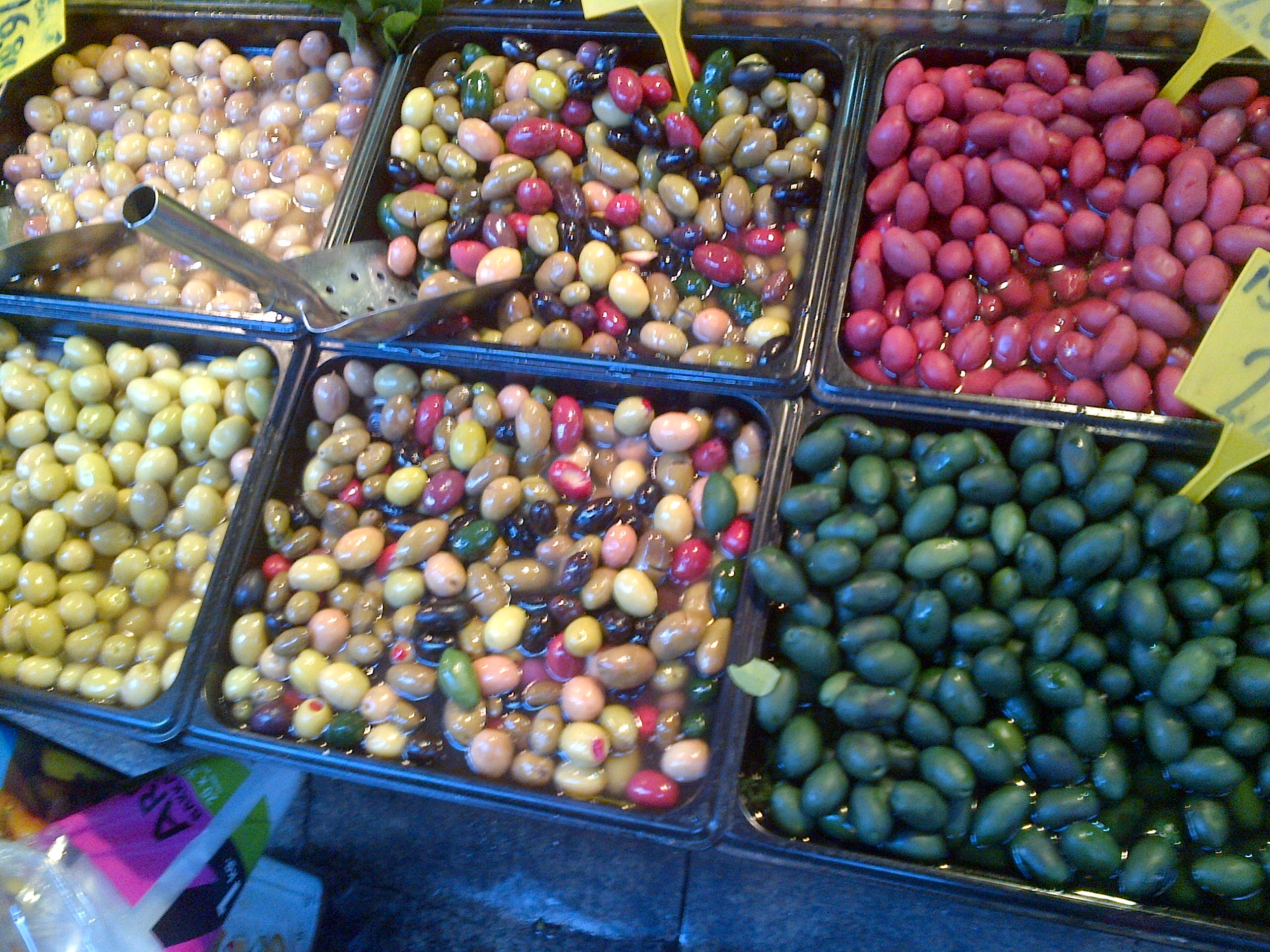
Aceitunas coloradas, últimamente muy común en Turquía, vistas en el histórico mercado de Kadıköy, Estambul.

#### Turquía[42]
- Memeli: es una variedad de olivo originaria de la región del Egeo. Es la aceituna más usada para consumo de mesa en Turquía y para exportación.
- Memecik: es una variedad de olivo más extendida en Turquía, ya que supone el 45% del total. Es originaria en las regiones del Egeo y del Mediterráneo. Produce una aceituna que se prepara de forma dulce.
- Gemlik: es una variedad de olivo procedente de la ciudad de Gemlik, en la provincia de Bursa. Es la tercera variedad en producción, representando un 11% de la producción nacional. El olivo es muy resistente al frío y posee unos rendimientos muy altos. Produce una aceituna muy apreciada en Turquía, se prepara en negro sobremadurada y oxidada. Esto le da un sabor rancio y muy salado, que se aprecia mucho por la población turca.

## Plagas y enfermedades

### Enemigos del olivo
Hay varios insectos que lo atacan: la Psilla o pulga del olivo y la cochinilla, que chupan la savia de esta planta (la Psilla se posa alrededor de los peciolos de las hojas y de los pedúnculos florales). 
La llamada mosca del olivo deposita sus huevos en los frutos cuando empiezan a madurar, y la larva come la pulpa de las olivas; a veces una misma oliva contiene varias larvas. Otro insecto nocivo, pero no tan corriente, es la cantárida, que ataca los tallos tiernos y malogra la cosecha futura.
Los olivos sufren también diversas enfermedades parasitarias; así, el moho amarillo o verdoso y la negrura; el moho se desarrolla en los olivares plantados en terrenos excesivamente húmedos, y para combatir la enfermedad hay que desecar el terreno; la negrura aparece en olivos con ramaje excesivamente espeso, que priva a las olivas de recibir ampliamente el sol y el aire; para combatir esta enfermedad hay que podar adecuadamente el olivo, haciendo que entren amplimante, en el espesor de su ramaje, el aire y el sol.

### Hongos
- Spilocaea oleaginea
- La caries de la madera (Fomitiporia punctata)
- La fumagina (Capnodium elaeophilum)
- Colletotrichum gloeosporioides
- Colletotrichum acetatum
- Mycocentrospora cladosporioides
- Camarosporium dalmaticum
- Verticillium:  Verticillium dahliae
- Stictis panizzei
- La pudrición de la raíz
  -  Rosellinia necatrix
  -  Armillaria mellea

### Bacterias
- Pseudomonas savastanoi

### Fitófagos
- Diptera: Bactrocera oleae, Dasineura oleae, Reseliella oleisuga
- Lepidoptera: Prays oleae, Palpita unionalis, Zeuzera pyrina, Euzophera pinguis, Metriochroa latifoliella, Gymnoscelis rufifasciata
- Hemiptera: Saissetia oleae, Euphyllura olivina, Parlatoria oleae, Lichtensia viburni, Aleurolobus olivinus
- Coleoptera: Phloeotribus scarabaeoides, Otiorhynchus cribricollis, Hylesinus oleiperda, Coenorrhinus cribripennis
- Thysanoptera: Liothrips oleae

## El olivo y la polinosis
El polen de olivo es una de las principales causas de alergia respiratoria en los países del Mediterráneo, donde su cultivo se extiende ampliamente.
España, el sur de Italia, Grecia y Turquía representan las áreas donde los casos de sensibilidad al olivo han sido más importantes. Cambios en el sistema de cultivos, en el ambiente y en las diferentes variedades cultivadas están produciendo el incremento del porcentaje de sensibilización. Se ha demostrado que su alergenicidad es dependiente del cultivar. En la actualidad se han descrito 12 alérgenos en los granos de polen de olivo y, aunque no es muy frecuente que sus productos derivados produzcan alergia, también se ha descrito un alérgeno en su fruto. El polen de olivo puede, por otro lado, causar reactividad cruzada con el de otras especies que intensifiquen los síntomas de alergia. El cuadro clínico de la polinosis al polen de olivo se caracteriza por rinoconjuntivitis y por asma bronquial. Aunque la cantidad de alérgenos que se detectan en el aire suele estar relacionada con las concentraciones de polen aerovagante de olivo, sin embargo, esta relación no está siempre definida.

## La aerobiología del olivo
La aerobiología se define como la ciencia que estudia los microorganismos y el material de origen biótico que se transportan y/o dispersan de forma pasiva a través del aire.

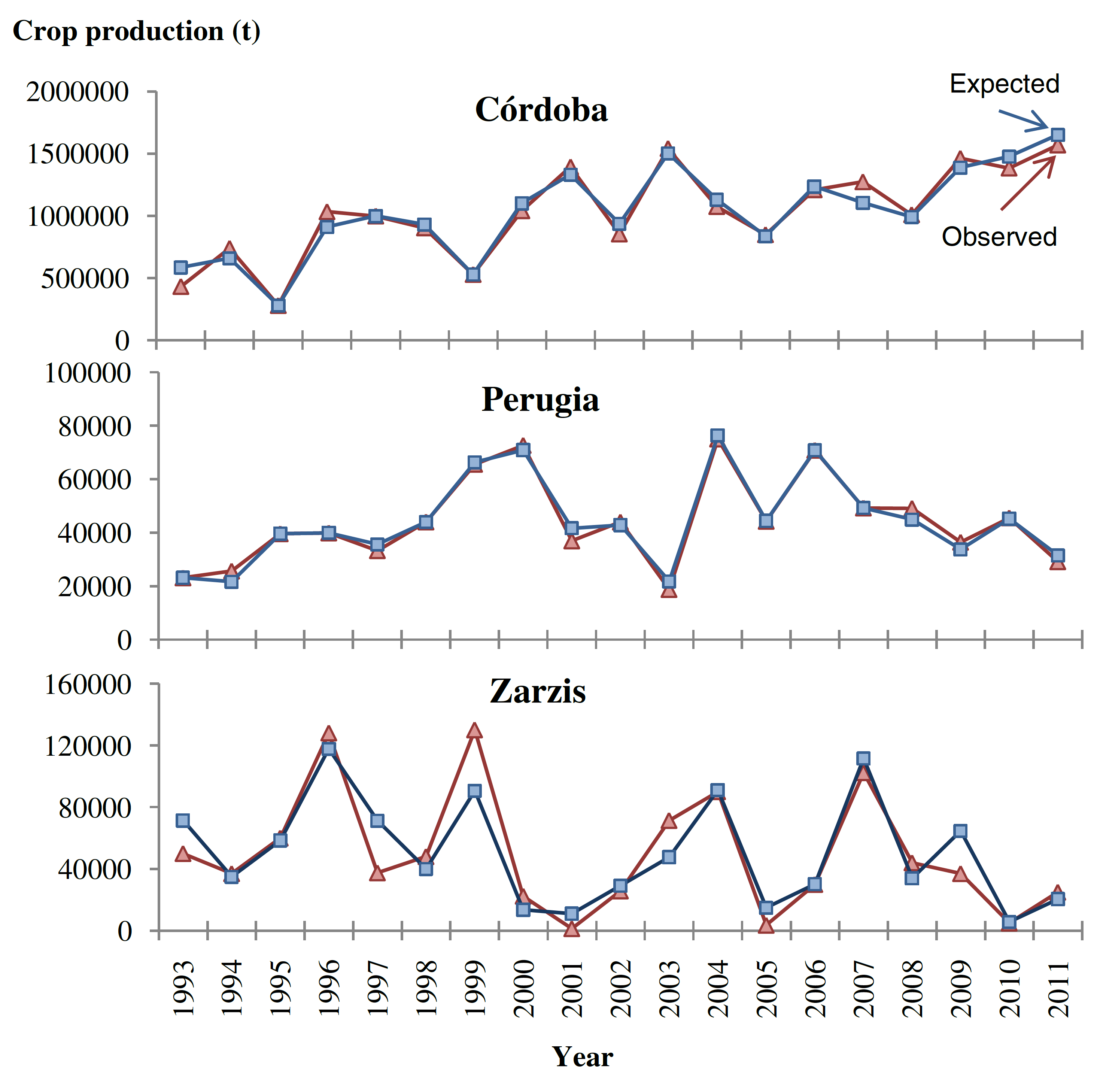
Predicción de cosecha de aceitunas basada en el método aerobiológico (Oteros et al., 2014).

Los estudios aerobiológicos poseen distintas aplicaciones directas, las principales se encuadran en el campo de la Medicina (atopía y asma, infecciones fúngicas, ciertos contaminantes aerotransportados), en la Agricultura (aparición de plagas, viabilidad de cultivos, predicción de cosecha), en Fenología, en el campo de la Ecología (estudios sobre cambio climático, relaciones ecológicas, cambios en los ecosistemas), y sobre el biodeterioro, entre otras. Según Frenguelli (2013) , los estudios aerobiológicos se están enfocando en: estandarización del método aerobiológico, análisis del polen y esporas, análisis de alérgenos, análisis de partículas aerovagantes y de hongos fitopatógenos, estudios de cambio climático y de fenología y estudios sobre modelización. Y según Comtois (2011) , teniendo en cuenta los resultados publicados durante las últimas dos décadas, los futuros retos de la Aerobiología se enmarcan en los campos de la Aerobiología teórica, el desarrollo de nuevos sistemas de monitorizaje y del desarrollo de nuevos sistemas de información aerobiológica. La mejor cuantificación del potencial alergénico de los conteos polínicos también es otro de los nuevos retos de la Aerobiología. No obstante, aún hoy, quedan por resolver cuestiones básicas en relación con el empleo de un método estandarizado.
El olivo ha sido una de las especies más estudiadas a nivel aerobiológico en el Área Mediterránea, ya que, debido a su alta producción de polen y a la gran superficie dedicada a este cultivo, las concentraciones de este tipo polínico son muy importantes. Además, es una de las principales causas de alergia entre la población mediterránea, El gran interés socioeconómico de esta planta también ha propiciado el estudio del polen aerovagante de olivo. Los trabajos científicos, con un enfoque aerobiológico, más relevantes se agrupan en aquellos con una finalidad descriptiva, aplicación fenológica , alérgenos , viabilidad polínica, predicciones de la fecha de floración , predicciones de intensidad de la floración a largo plazo,, predicciones de polen aerovagante a corto plazo, predicciones de cosecha , y análisis geoespacial

## Olivicultura
La olivicultura es el estudio científico del cultivo olivarero y de su producto: la aceituna. Cabe distinguir la olivicultura de la elaiotecnia, que es el estudio de la extracción del aceite de oliva.